# British Council
British Council – instytucja reprezentująca Zjednoczone Królestwo Wielkiej Brytanii i Irlandii Północnej w zakresie współpracy kulturalnej oraz edukacyjnej, z nastawieniem na naukę języka angielskiego. Siedziba organizacji mieści się w londyńskiej dzielnicy Stratford.
British Council zostało założone w 1934 jako Brytyjska Rada ds. relacji z innymi krajami (The British Council for Relations with Other Countries). Dwa lata później nazwę skrócono do obecnej formy.

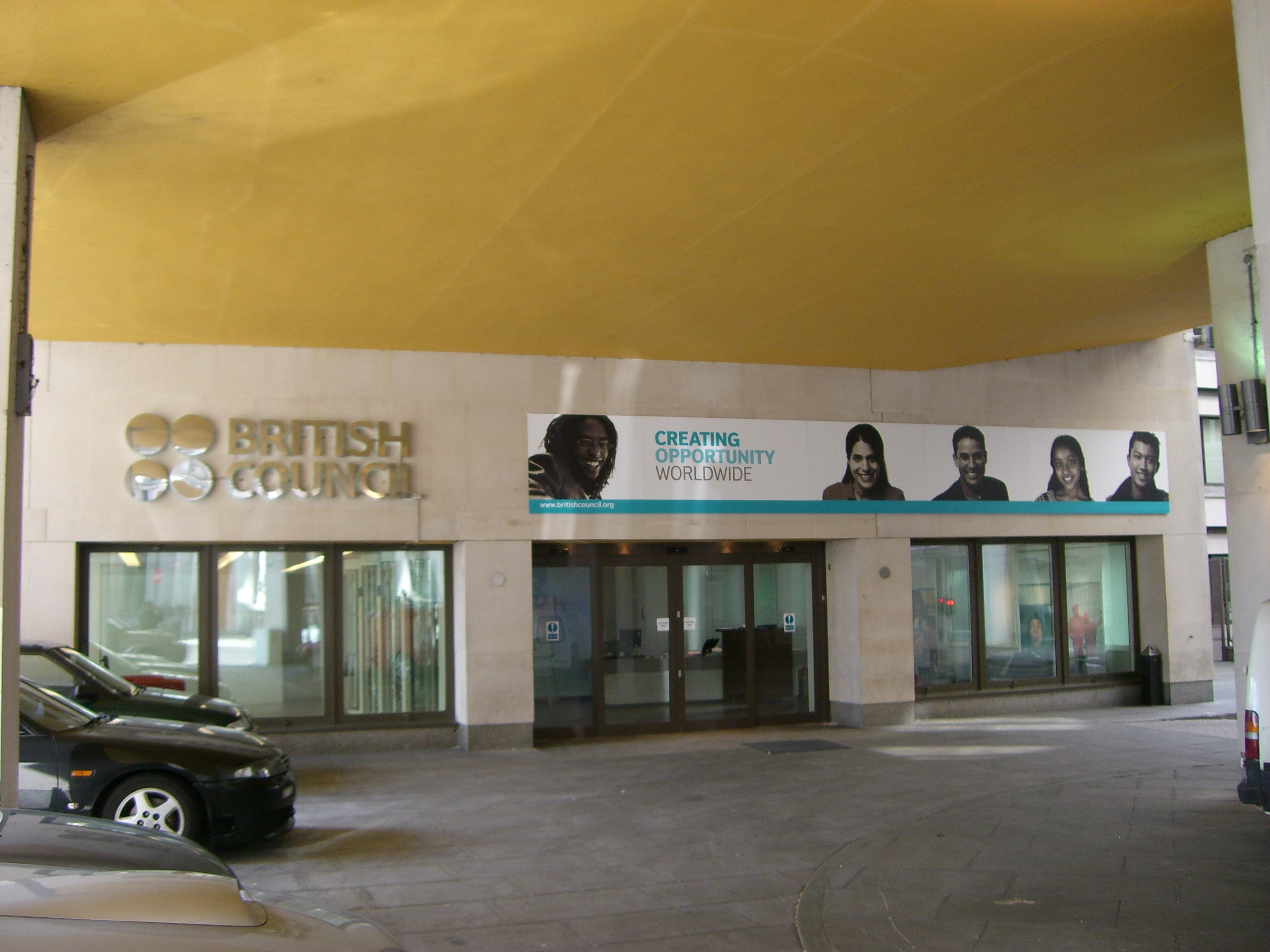
Siedziba British Council w Londynie

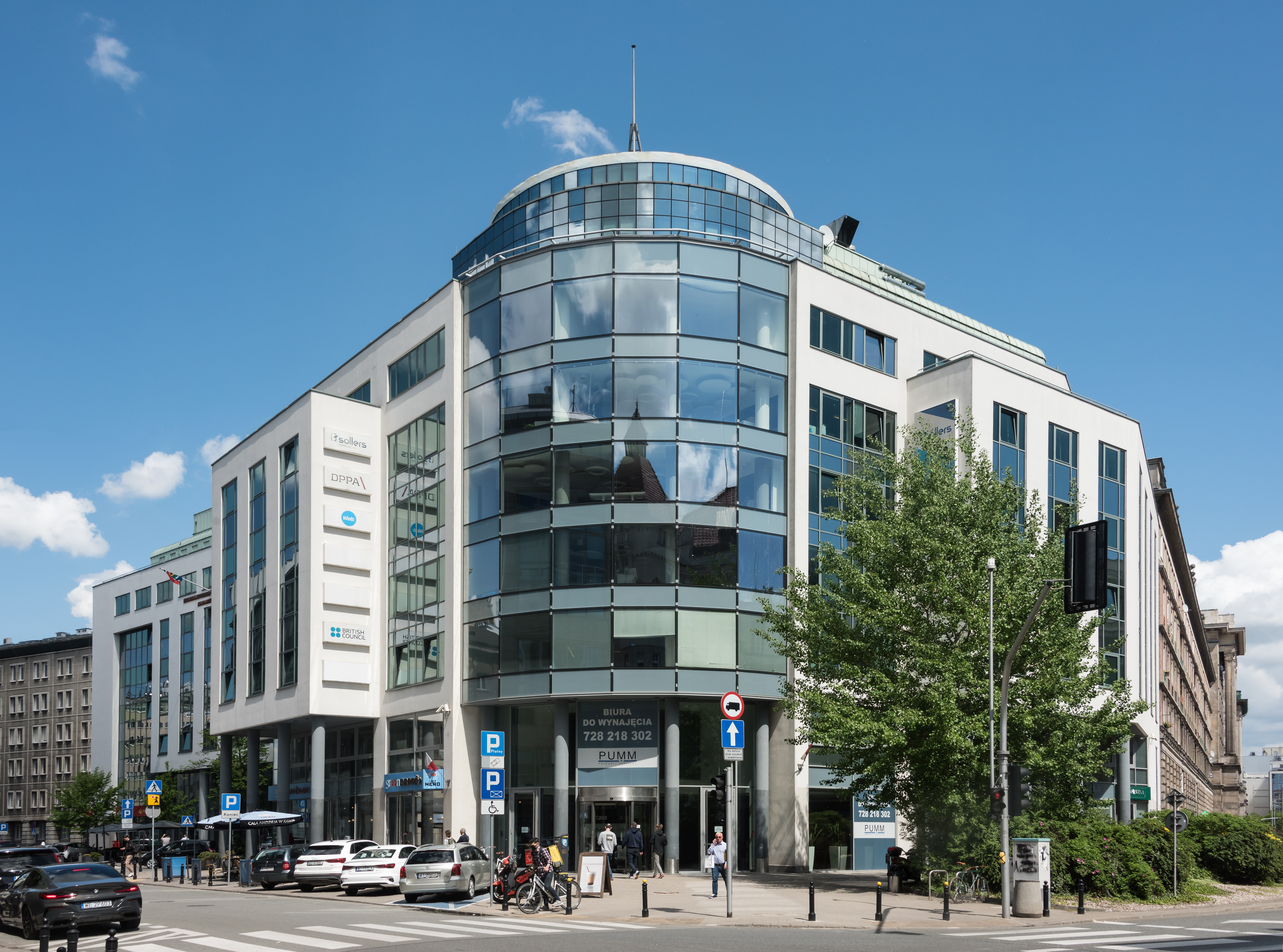
Siedziba British Council w budynku IPC Business Center przy ul. Koszykowej 54 (2015–)

Pierwszym zagranicznym biurem tej organizacji był założony w 1938 Instytut Brytyjski w Kairze (British Institute in Cairo). W tym samym roku powstała polska filia British Council w Warszawie przy ul. Górnośląskiej.
W Polsce działalność prowadzą dwie placówki British Council – w Warszawie, początkowo mieszcząca się w hotelu Bristol przy ul. Krakowskie Przedmieście 42-44 (1946), następnie przy ul. Górnośląskiej 39 (1947), w al. I Armii WP 11 (1948), al. Jerozolimskich 59 (1950-2015), wreszcie przy ul. Koszykowej 54 (2015-); oraz w Krakowie, w Szarej Kamienicy przy Rynku Głównym 6 (1999-). Ich działalność to głównie prowadzenie kursów języka angielskiego na wszystkich poziomach zaawansowania, a także przeprowadzanie egzaminów Cambridge English for Speakers of Other Languages. Testy przygotowywane przez University of Cambridge i przeprowadzane przez oddziały British Council są jednymi z najpopularniejszych ogólnych egzaminów z języka angielskiego.

## PrzewodniczącyBritish Council
- 1934–1937 Lord Tyrrell
- 1937–1941 Lord Lloyd
- 1941–1945 Sir Malcolm Robertson
- 1946–1955 Sir Ronald Adam
- 1955–1959 Sir David Kelly
- 1959–1967 Lord Bridges
- 1968–1971 Lord Fulton
- 1971–1972 Sir Leslie Rowan
- 1972–1976 Lord Ballantrae
- 1977–1984 Sir Charles Troughton
- 1985–1992 Sir David Orr(inne języki)
- 1992–1998 Sir Martin Jacomb
- 1998–2004 Helena Kennedy
- 2004–2009 Lord Kinnock
- 2010–2016 Sir Vernon Ellis
- 2016–2019 Christopher Rodrigues
- od 2019 Stevie Spring